# Pierre Leroux

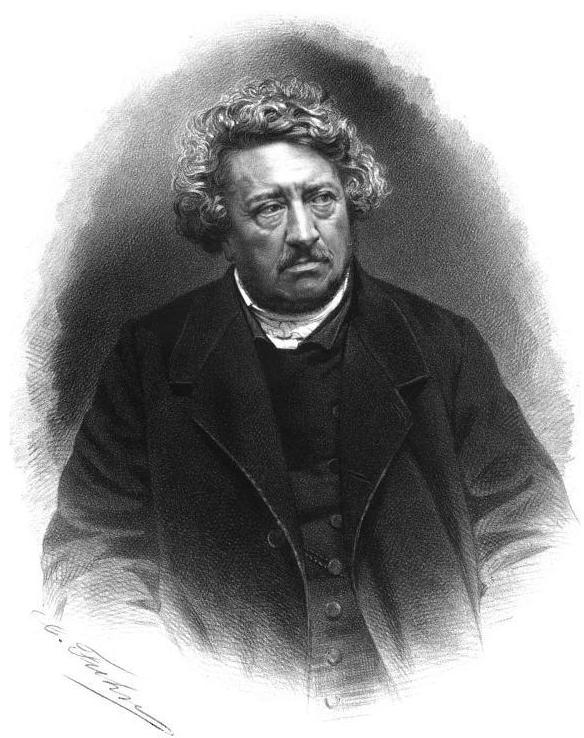
Pierre Leroux.

Pierre-Henri Leroux, född den 7 april 1797 i Paris, död där den 12 april 1871, var en fransk filosof och publicist.
Leroux uppsatte 1824, i förening med Paul-François Dubois, den liberala veckoskriften "Le globe", som 1831 blev organ för saint-simonismen, en lära, som Leroux dock samma år övergav av ovilja över Enfantins idéer om "den fria kärleken". Efter att en tid (sedan 1832) jämte Hippolyte Carnot ha redigerat "Revue encyclopédique" utgav han 1838-41 i förening med Jean Reynaud den efter en stor plan anlagda "Encyclopédie nouvelle" (8 band; ofullbordad) samt började 1841 utge "Revue indépendante" (jämte George Sand och Louis Viardot). År 1843 inrättade Leroux, efter egna teorier ett associationstryckeri i Boussac (departementet Creuse) och utsände därifrån "Revue sociale" (sedan 1845). Han invaldes 1848 i konstituerande och 1849 i lagstiftande församlingen, där han hörde till yttersta vänstern. Landsförvist efter statskuppen 2 december 1851, bodde han en längre tid på Jersey som jordbrukare. År 1869 återvände han till Frankrike. 
I Nordisk Familjebok avges följande omdöme om hans verksamhet: "L. var snarare en svärmande idealist än en revolutionär. Hans tankebyggnad är en oredig sammangyttring af filosofisk panteism och äldre religiösa traditioner (från buddismen, kristendomen o. s. v.). Inom nationalekonomien voro hans åsikter sväfvande. Han ville visserligen ej familjens och eganderättens upphäfvande, men ifrade för en ny, "socialism" eller socialistisk samhällsorganisation, som kunde tillstädja individens ohämmade utveckling." Leroux ansågs vara ledare för den "humanitära" skolan och räknade en tid många lärjungar (bland andra Lamennais och George Sand). Bland hans arbeten kan nämnas Réfutation de l'éclectisme (1839), De l'humanité, de son principe et de son avenir (2 band, 1810; 2:a upplagan 1845) och det socialfilosofiska poemet La grève de Samarez (1864).